# 埃莉斯·诺伍德
埃莉斯·诺伍德（英語：Elise Norwood，1981年6月18日—），澳大利亚前女子水球运动员。她曾代表澳大利亚国家队参加2004年夏季奥林匹克运动会水球比赛，获得第四名。